# Michał Rogalski (Regisseur)

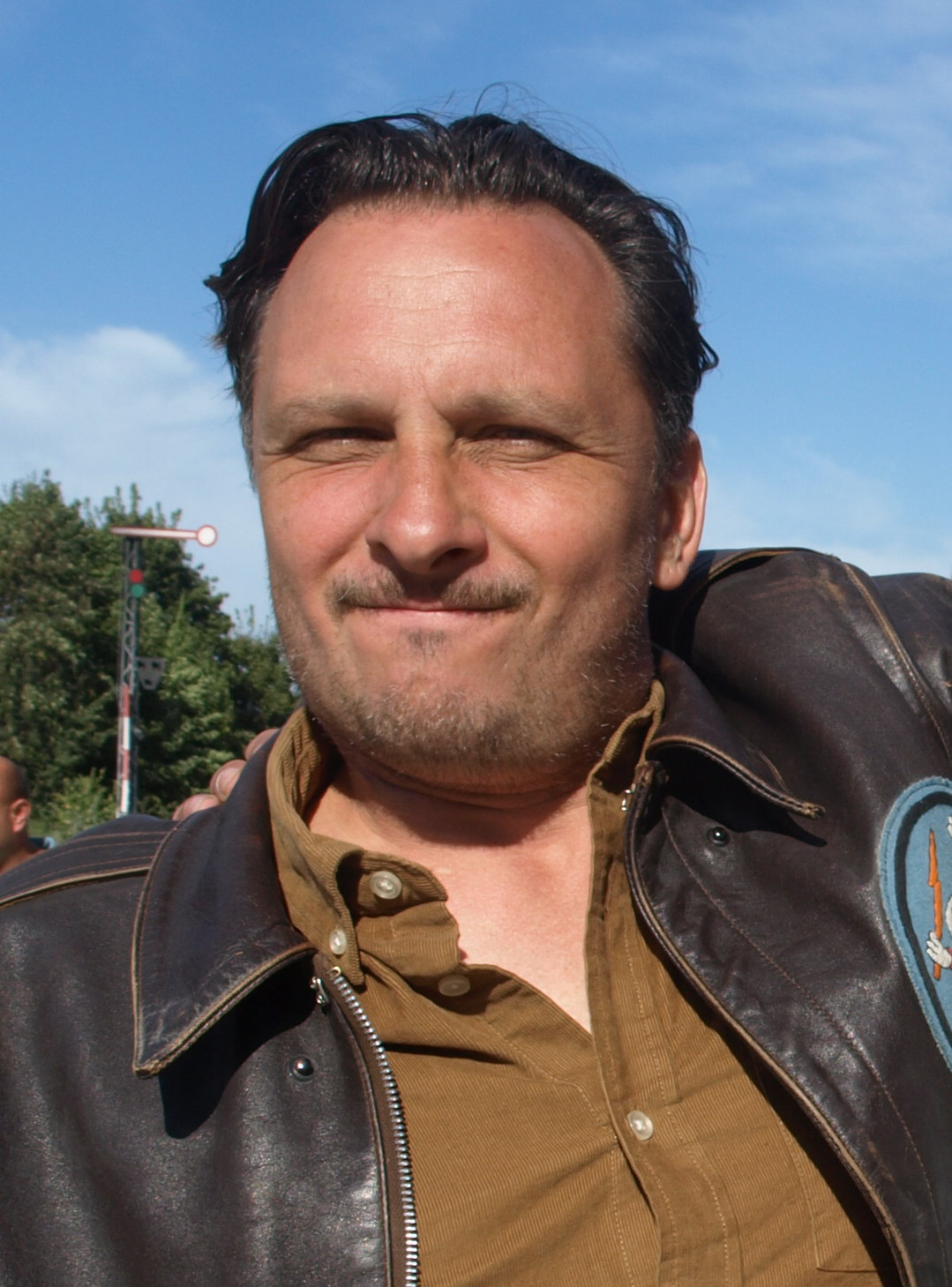
Michał Rogalski' (2013)

Michał Rogalski (* 8. Februar 1970 in Warschau) ist ein polnischer Regisseur, Drehbuchautor und Schauspieler.

## Leben
Rogalski studierte Journalismus in Warschau und absolvierte ein Aufbaustudium an der Fakultät für Politikwissenschaften und internationale Studien der Universität Warschau, bevor er 2001 ein Regiestudium an der Staatlichen Hochschule für Film, Fernsehen und Theater Łódź abschloss. Sein Regiedebüt gab er 2002 mit dem Kurz-Dokumentarfilm Paweł i Ewa, der den Alltag einer bettelarmen Bauernfamilie thematisierte und am Krakowski Festiwal Filmowy mit dem Silver Hobby Horse of Cracow und mit dem Preis der Studentenjury ausgezeichnet wurde. Rogalskis Produktion der Folgejahre beschränkte sich auf kurze und mittellange Dokumentarfilme. 2007 absolvierte er an der Wajda-Filmschule eine Fortbildung zum Filmregisseur.
Rogalskis Langfilmdebüt mit der Kriminalkomödie Ostatnia akcja (2009), folgten von 2010 bis 2014 Regisseurarbeiten für polnische Fernsehserien und 2013 der Beginn der Dreharbeiten seines zweiten Kinofilms Unser letzter Sommer, der eine Dreiecksbeziehung junger Menschen im besetzten Ostpolen während des Zweiten Weltkrieges beleuchtete. Der Film feierte 2015 Premiere am Montreal World Film Festival und erhielt die Auszeichnung für das Beste Drehbuch.

## Regisseur (Auswahl)
- 2002: Pawel i Ewa
- 2009: Ostatnia akcja
- 2015: Unser letzter Sommer
- 2018: Exterminator